# Đội tuyển Fed Cup Cameroon
Đội tuyển Fed Cup Cameroon đại diện Cameroon ở giải đấu quần vợt Fed Cup và được quản lý bởi Liên đoàn Quần vợt Cameroon. Đội hiện tại thi đấu ở Nhóm III khu vực Âu/Phi.

## Lịch sử
Cameroon thi đấu kì Fed Cup đầu tiên và duy nhất vào năm 1997.  Họ chỉ thắng một trong tất cả các trận đấu cho đến hiện tại.